# Almançor Alhalaje
Esta página contém alguns caracteres especiais e é possível que a impressão não corresponda ao artigo original.
Huceine ibne Almançor Alhalaje (em persa: منصور حلاج, em árabe: منصور الحلاج; romaniz.: Husayn ibn Mansur al-Hallaj); nome completo Abû `Abd Allah al-Husayn Mansur al-Halla) (c. 858 – março 26, 922) (Hijiri c. 244 AH – 309 AH) era um místico, revolucionário dos costumes e mestre sufista de origem Persa, mais conhecido por sua poesia. Foi acusado de heresia e executado por ordem do califa abássida Almoctadir depois de uma extensa e prolongada investigação.

## Início da vida
Alhalaje nasceu por volta de 858, a noroeste de al-Bayda', na província de Pérsis, na Pérsia (atual Irã), filho de um cardador de algodão (Halaje significa, (em árabe) "lã carda"). Seu avô era um seguidor e grande devoto de Zoroastro.
Seu pai se estabeleceu com a família em Vasil sobre o Tigre, um assentamento fundado por árabes. A família vivia uma vida simples, seu pai era um tosador [ou cardador de algodão] e esta forma de vida, exerceu grande influência sobre o jovem Alhalaje. Aos poucos Alhalaje familiarizou-se com os costumes da região e deixou de falar o persa. Na idade de 12 anos, ele aprendeu de cor [memorizou] o Alcorão e tornou-se um "Hafiz" e, por vezes diversas, ele recuava de suas atividades quotidianas [mundanas] para juntar-se a outros místicos em estudo. Alhalaje foi originalmente um hambalita sufi muçulmano e mais tarde passou a ser um Carmatiano Batiniano.
Durante o início de sua vida, ele teve vários mestres. Aos 16 anos ele demonstrou vontade de tornar-se um Sufi e tornou-se o primeiro aluno do místico Sal ibne Abedalá Atustari  com o qual permeneceu por dois anos, depois, aos dezoito anos, Alhalaje partiu para Bagdá. Depois ele foi para Baçorá e juntou-se a Anre ibne Otomão Almaqui, passando 18 meses em sua companhia. Lá ele casou-se com a filha do mestre sufi Abu Iacube Alacta. Depois de algum tempo Anre Almaqui tornou-se descontente com ele, então ele deixou Baçorá e mudou-se para Bagdá onde foi ter ensinamentos com o eminente e mui respeitado mestre Junaide de Bagdá.
Junaide recomendou-lhe o silêncio e a solidão. Depois de um certo tempo, ele deixou Bagdá, a companhia de Junaide e seguiu Hejaz. Por esta época, quando os Sufis estavam se estabelecido principalmente em Bagdá (capital do atual Iraque), os mais notáveis Sufis daquele tempo, em outros lugares, eram: Sahl al-Tustari (سهل التستري) no sudoeste do Irã, Al-Tirmidhi na Ásia Central e no Malamatiyya.
Alhalaje dera asas à sua vocação; deixou o ascetismo para trás, saiu do isolamento e a contemplação, começou um período de distanciamento progressivo ideias mais ortodoxas sobre como projetar espiritualidade islâmica e foi viver entre as gentes, proclamando e pregando o amor de Deus e com isso, vem a necessidade de alargar seus horizontes o que levara às viagens, através dos continentes e o porão em contato com as tradições antigas dessas culturas, culminando com suas três peregrinações à Meca. Seu apostolado visava, em primeiro lugar, fazer Deus reconhecido por todos, este carisma e esta devoção haviam de dar-lhe a alcunha de "Alhalaje al-astar", "o cardador de consciência".
Em torno dele reuniu-se um grande número de discípulos, seguidores, devotos a ele e à sua pregação. Era um novo tipo de mensagem que se separara do rigor e do formalismo da lei religiosa. Ele viajou muito. Fez uma peregrinação à Meca, onde permaneceu por um ano, em frente à mesquita, em silêncio e jejum total. Após a sua estadia na cidade, ele viajou extensivamente, escreveu e ensinou ao longo do percurso de suas viagens. Ele viajou até a Índia (onde teve contato com as correntes espirituais do Hinduísmo e do Budismo) e Ásia Central ganhando muitos seguidores, muitos dos quais acompanharam-no em sua segunda e terceira peregrinações à Meca. Após este período de viagem, ele se estabeleceu na abássida da capital Bagdá. Em Bagdá, ele começa os seus discursos públicos, onde mostra sua concepção sobre a espiritualidade aberta a todos e longe de rituais e de intermediários. Com suas pregações pelos mercados e mesquitas de Bagdá, ele assume a responsabilidade de espalhar a mensagem, resumida basicamente pelo "Eu sou a verdade" (Anal Haque), pondo em xeque a visão ortodoxa sobre a concepção divina.
Sua fama, porém, não alcançou apenas as pessoas, mas também as autoridades políticas, imediatamente hostis à sua atividade. Nesse tempo, durante o califado dos Abássidas , a religião do estado foi o Mutazilismo, que se ressentia de uma pregação e uma mística apartada do nomismo islâmico. Em vários aspectos as suas conferências foram consideradas heréticas e blasfêmias, tanto pelos mutazilitas quanto pelos xiitas, que o tachavam de mentirosos, um provocador, um falsificador cujo objetivo era de agitar a multidão contra eles, os escolhidos. Foi este, em suma, o fato motivador de sua prisão e julgamento, acusado pelos xiitas de atacar a autoridade do califa. Condenado à morte, é executado por enforcamento, crucificado, mutilados e queimados. Curiosamente, Alhalaje, um seguidor de Issa (Jesus) e sua concepção de amor, está ciente de que sua morte também contém a mensagem redentora de paixão.

## Ensinamentos, detenção e prisão
Durante sua terceira peregrinação a Meca, em 912 foi seguido por um grande número de fiéis, e isso proporcionou uma boa causa no vizir Ibne Issa, para a sua prisão imediata, como subversivo, anexando-o para nove anos de prisão em Bagdá.
As hostilidades continuaram após a sua libertação. Os opositores tentaram várias vezes, e por todos os meios, obter sua condenação, e que muitos juristas, no entanto, se recusaram a dar o seu consentimento, observando-se o silêncio da lei islâmica sobre a expressão de opinião.
Finalmente, depois de repetidas e, graças a uma base jurídica, mas específica para a situação política, tudo mudou e seus adversários [acusadores] obtiveram do do califa Almoctadir, a condenação de Alhalaje. Ele foi condenado à morte, cumprida esta em 26 de março de 922 (23 dhu l-Qa'da), com uma tortura particularmente cruel. Sua figura sempre foi cercada por uma aura de santidade, entendida como uma especial proximidade mística com Deus. Suas palavras foram ditas conterem o o "sopro da vida" (presente também e atribuída a Cristo), porque eles foram capazes de "criar", para transmitir ideias "criativas", razão pela qual, mesmo aqueles que nada entendiam ficaram encantados e fascinados, porque elas eram muito mais do que meras palavras. O que aborreceu e, ao mesmo tempo, despertou o descontentamento do Sunismo tradicional, fora o fato de que ele era seu verdadeiro amor, absoluto e abrangente para Deus, seu desejo de estar unido com "Ele" e com a "Sua vontade", de modo que em um de seus momentos de êxtase proferiu a famosa frase "Anal Haque", "Eu sou a Verdade" (no sentido de que o único Deus vivo se manifesta em todas as Suas criaturas), correndo o risco de aparecer como uma "encarnação" "(hashwiyya)", onde que era, um algum de "monismo essencial". Ele disse que "a busca pela Um" tinha que acontecer "através do amor da vontade e do caminho do sofrimento". Várias vezes ele desejava o martírio, mas às vezes, profetizando, dava-lhe um significado redentor e assim combinava sua figura com a de Cristo, pois, curiosamente, Alhalaje, um seguidor de Isa (Jesus) e de sua concepção sobre o amor, está ciente de que sua morte também contém a mensagem redentora de paixão:
"Ó muçulmanos, Deus deu o sangue inocente para vocês! Mate-me, em seguida, (...) matem-me, vocês serão recompensados e eu ficarei com o restante, porque vocês lutaram pela fé, e seu martírio. Mate-me, meus fiéis companheiros, porque não há crime na minha vida. Minha morte, é sobreviver, e minha vida é morrer"— Louis Massignon, "A paixão de Alhalaje: mística e mártir do Islã" (trad. Mason)
Quando ele cumpriu 40 anos de idade, entrou em franco desacordo com os juristas e tradicionalistas ortodoxos e saiu à rua para pregar diretamente às multidões os sublimes princípios da vida espiritual. Tornava-se Alhalaje, assim, uma exceção inoportuna entre os sufis. Muitos mestres sufis tinham como inapropriado compartilhar o misticismo com as massas, mas Alhalaje abertamente o fez através de seus escritos e ensinamentos. Assim, ele começou a fazer inimigos, o que agrava-se quando, em certas ocasiões, ao entrar em êxtase, ele dizia-se na presença de Deus.
Durante um desses transes, ele iria proferir أنا الحق Anal Haque "Eu sou a verdade", o equivalia à afirmação de ser ele Deus, uma vez que al-haqq "a verdade" é um dos Noventa e nove nomes de Alá. Em outra declaração polêmica, Alhalaje alegou "Não há nada envolto em meu turbante, senão Deus", e da mesma forma, ele chama a atenção para seu corpo ao dizer: ما في جبتي إلا الله Mā fī jubbatī illā l-lah "Não há nada sob meu manto, senão Deus". Este tipo de expressão mística é conhecida como shath.
Alhalaje fora um peregrino incansável, ele viajou, depois de Bagdá e Meca, pelo Cuzistão, Coração, Transoxiana, Sistão, pela Índia, pelo Turquestão, etc., chegando até às fronteiras da China. Ele fora acusado de desrespeitar o santuário de Meca e proibido de voltar à cidade santa. Em sua volta à Bagdá, com por pouco ele foi acusado por sunitas e xiitas, por suas ideias místicas (a busca do amor divino e união da alma e Deus) e sobre a influência que exercia sobre o populacho. Ele foi falsamente acusado de ter participado da Revolta Zanje, e por sua convicção em proclamar publicamente "Eu sou a Verdade (Deus)" ("Anal Haque"), que era visto como heresia, tanto pelos sunitas como pelos Xiitas. Assim ele foi acusado de blasfemar, trair a religião, de perverter [revelar] o ensinamento ao povo. Suas afirmações e ensinamentos ecoaram no meio sufi e provocaram reações, uma vez que não deveriam ser públicas, já que deveriam estar restritas por considerar que competiriam àquele que se havia "derretido" no "oceano da divindade" e, possuísse um alto grau espiritual. As traduções de Louis Massignon apoiam esta tese, a maioria dos versos do Divã de Halaje que lidam com a "Ciência do unidade" (Tawhid).
Alhalaje foi perseguido não só pelos teólogos ortodoxos, que o acusaram de violar os ritos, negar os rituais, proclamar o auto-endeusamento, realizar publicamente prodígios sobrenaturais, mas também por foi acusado por muitos Sufis. As acusações era, basicamente, divulgar os mistérios divinos e charlatanismo e heresia, quando proclamava publicamente o caminho da união extática com Deus. Assim, depois de uma longa lista de acusações outras, seus acusadores, levaram-no a um longo julgamento em 912 e, por negar-se a rever suas declarações públicas, Alhalaje foi, em seguida, levado à prisão, onde permaneceu por 11 anos, em Bagdá, depois ele foi condenado à morte e torturado. Sobre sua cabeça foi colocada uma coroa de espinhos, foi espancado, torturado até a morte e, em seguida, colocado em uma cruz (Salib). Ele foi executado publicamente no dia seguinte, em 26 de março de 922. Ele continuou sendo um dos mais famosos Sufis e a condenação de sua execução será mencionada várias vezes por diversos escritores, como Rumi, por exemplo.
Sua prisão em 912/3 teve como principal argumento o "Anal Haque" (Eu sou a Verdade), que ele preferiu durante a meditação [êxtase, transe ritualístico], e que valeu-lhe a acusação de blasfemo. Foi na prisão que ele escreveu o seu único tratado "Kitab al-tavasin". Em seguida, ele foi executado. Rumi, o discípulo de Xamece de Tabriz, comentando Al-Allaj disse que o "Eu sou Deus", foi dito com muita humildade, sem arrogância e aquele que afirma "Eu sou Deus", diz em verdade que ele não é, só há Deus. A partir do amor de Deus, a pessoa se sente em uma fusão completa com Ele.
Após a morte de Alhalaje, Junaid aderiu à doutrina da diversão: Dissolução do misticismo em Deus.
Alhalaje também se referiu a Iblis, expulso do paraíso pelo amor de Deus, ele se recusou a curvar-se à coroa da criação, o homem, por ele considerado digno de adoração somente a Deus.

## Obras
- Divã, poemas traduzidos e apresentado por Louis Massignon, ed. du Seuil, 1955.
- Poemas místicos traduzidos e apresentados por Sami Ali, ed. Albin Michel, 1998.

Alhalaje escreveu muitas obras em prosa e poesia. Seu melhor trabalho escrito conhecido é o Kitab al-Tawasin (كتاب الطواسين), que inclui dois breves capítulos dedicados a um diálogo entre Satã (Iblis) e Deus, onde Satã recusa-se a se curvar para Adão, embora Deus lhe peça para fazê-lo. Sua recusa é devida a uma ideia equivocada da unicidade de Deus e por causa da sua recusa em abandonar-se ao amor de Deus. Alhalaje critica o ranço de sua adoração (Mason, 51-3). Alhalaje afirmou neste livro:
Se você não reconhece a Deus, pelo menos, reconheça o Seu sinal, eu sou a verdade criativa —Anal Haque—, 
porque através da verdade, eu sou a Verdade Eterna.
Após a sua morte, grande parte de suas publicações e escritos foram queimados e durante séculos, ficou proibido copiar ou possuir qualquer obra de Alhalaje. Salvaram-se seis cartas, 69 discursos, 80 poemas, fragmentos de preces e de prosa.

## Citações, crenças e princípios
Todo o seu pensamento girava em torno da relação de amor entre o homem e Deus, a quem ele estava falando com palavras suaves e familiares como "Amado", "Você", "Amigo", enquanto que a teologia tradicional nunca falava sobre a relação entre o homem e Deus nestes termos, enfatizando e se concentrando mais em sua inacessibilidade e seu poder, em uma relação de submissão total. Foi esse amor a sua autenticidade, livre do formalismo e da hipocrisia das aparências, para servir as principais acusações contra ele. No que diz respeito à grande peregrinação a Meca teria dito que "o que importa é transformar sete vezes ao redor do Kaʿba de seu próprio coração", enfatizando a importância das intenções do coração e dos actos praticados com amor em uma relação de união com Deus, em vez de o 'obediência estéril, vazio, e só aparente para os dogmas da fé. Embora ele se fez, pelo menos, três vezes o peregrinação, o Ministério Público que o levou à forca era "usurpar o poder supremo de Deus", porque sua peregrinação estava tentando substituir a peregrinação canônica a Meca ordenado por Deus em si mesmo Alcorão, com uma de natureza puramente espiritual.
- "O Espírito é misturado com o meu, como âmbar com odor de almíscar."
- "Se algo te toca, toca-me: já não há qualquer diferença, porque você está comigo."
- "Isso faz você colocar meu coração em uma única peça, não há espaço para a coisa criada, entre a pele eo bones'll mantê-lo. O que vai acontecer comigo se qualquer coisa que eu perder você?"
- "Ele me escolheu, aproximou-se e exaltado, confiou a mim e me fez entender toda a tudo. Nada ficou no meu coração e entranhas, quando eu não o reconheci e ele me."
- "Você que culpam o meu amor por Ele, como você é difícil! Se você soubesse o que eu quero dizer, você não iria fazê-lo. Os peregrinos viajam para Meca e em que habita em mim; oferecer essas vítimas, ofereço meu sangue e vida. Há aqueles que se virar para seu templo sem fazê-lo com o corpo, porque ele gira em torno de Deus, que o liberou do rito."
- "Eu sou contra ti, ó meu confidente secreto, meu propósito, ou do meu jeito. (...) Essência essencial da minha existência, a minha língua. Todo o meu tudo, ou a mim mesmo. Para você, a partir do qual meu espírito é sequestrado, suspiro."
- "Ó povo, salva-me de Deus, (...) porque eles me seqüestrado em mim, e isso me deixa mais sobre mim mesmo. Quanto a mim, eis que não há véu entre ele e eu, nem mesmo um piscar de olhos, o tempo em que eu encontrar o meu repouso, para que a minha humanidade perecer na sua divindade, enquanto o meu corpo consumido nas chamas da sua onipotência: então não resta nenhum vestígio, nenhum sinal, nenhuma descrição."

Com a sua mensagem, na verdade, ele começou uma nova fase no misticismo islâmico, sendo reconhecido como um mestre que influenciou a muitos místicos posteriores, como Udine Farid Attar e Jalal ad-Din Rumi, cujos ensinamentos trazem a mesma visão íntima da união com Deus. Porque através da verdade, eu sou a Verdade Eterna.
A sua expressão mística pode ser observada em vários de seus escritos, mormente em sua forma poética sufi, como de pode verificar na trascrição abaixo:

Ó Todo do Meu Todo

Eis-me aqui, eis-me aqui, ó meu segredo, ó minha confidência!

Eis-me aqui, eis-me aqui, ó meu fim, ó meu sentido! Chamo-te! Não… És Tu quem me chamas para Ti!

Como haveria falado a Ti se Tu não houvesses falado a mim?

Ó essência da essência da minha existência, ó termo do meu desígnio!

Tu que me fazes falar, ó Tu, minhas enunciações, Tu meus pestanejares!

Ó Todo de meu Todo, ó meu ouvido, ó minha visão,

Ó minha totalidade, minha composição e minhas Partes!

Ó Todo de meu Todo, Todo de toda coisa, enigma equívoco; obscureço o todo do Teu todo ao querer Te expressar!

Ó Tu, de quem meu espírito estava suspenso, já ao morrer de êxtase. Ah! Continua sendo sua prenda a minha desdita…

O supremo objeto que eu solicito e espero, ó meu hóspede.

Ó alento de meu espírito, ó minha vida neste mundo e no outro!

Seja meu coração Teu resgate! Ó meu ouvido, ó minha visão.

Por que tanta demora, em meu retiro tão distante?

Ah! Ainda que para meus olhos Te escondes no invisível, meu coração já Te contempla, desde meu afastamento, sim, desde o meu exílio.

### Alhalaje e o cristianismo
Grande parte de sua história nos leva de volta para a figura de Jesus Cristo, desde o martírio quase sacrificial profetizado para o tipo de pregação fervorosa e carismático, o elemento da justaposição fraternal milagrosa com as pessoas humildes (nem mesmo os mesmos Sufis nunca aceitaram a aparência de 'popular' de sua obra, dirigida a todos os homens, sem distinção de qualquer eleição), para que alguns muçulmanos, por seu forte desejo de unidade com Deus, criticaram-no, chamando-o de "secretamente cristão por ter desvirtuado a revelação monoteísta nesse sentido".
Até a sua frase mais famosa e controversa, "Anal Haque", remete à mente as palavras do Evangelho: «Eu sou o caminho, a verdade e a vida» (João 14:6) e ainda assim muitos de seus poemas de singularidade e fusão mística com Deus, muitas vezes modelado nas passagens em que Cristo se manifesta e revela a sua união ontológica com o Pai («Eu vim do Pai e vim ao mundo e agora eu deixo o mundo e vou para o Pai» (João 16:28); «Tudo o que tenho é teu, e tudo que você tem é meu» (João 17:10); «Como tu, Pai, estás em mim e eu em ti, que também eles sejam um em nós somos um (...).» (João 17:21)).

### Universalismo místico
Seu método era um da "introspecção mística universalista": Ele encontrara-se no mais recôndito do coração, e lá havia encontrado seu Deus e queria que os outros igualmente o fizessem. Ele afirmava ser preciso ir além das formas propostas pelos ritos religiosos para alcançar a realidade divina. Assim, ele usou sem hesitação a terminologia empregada por seus adversários, que ele dispôs adequada e refinadamente e que, acabou por tornar-se refém da lógica confessional dos outros "(Massignon: "Perspective Transhistorique, " p. 76). Mesmo para além da fé muçulmana, Alhalaje manteve-se preocupado com a humanidade inteira [independentemente do credo religioso], e assim dizia "que estranho, paciente e vergonhoso, o desejo de Deus, era a característica dele." (Massignon, p. 77) Este foi o motivo de sua viagem para além do mundo muçulmano (shafa'a) para a Índia e a China.

### Significado espiritual da peregrinação a Meca
Algumas de suas declarações de Alhalaje mostram que ele ultrapassou em muito aos credos da ortodoxia, quando, por exemplo, afirmou que a peregrinação islâmica a Meca (o Haje), poderia ser substituída pelo fiel se este permanecesse em sua casa com os pensamentos em Deus. Ou quando afirmou dizendo: "Eu sou a verdade (absoluta)" o famoso (Anal Haque أنا الحق) que surgira a partir da ideia Sufi do processo de se tornar um com Deus, a dissolução do ego em Deus. Ele, no entanto, tinha realizado três vezes a peregrinação à Meca e demonstrara, em realidade, isso sim, uma preocupação maior com o significado espiritual do Haje, e, por isso, foi que "falou sobre a eficácia espiritual e a legitimidade da peregrinação simbólica em sua própria casa." (Mason, 25) Para ele, a parte mais importante da peregrinação à Meca era a oração no Monte Arafate, que comemora o sacrifício de Abraão, em uma oferenda de si mesmo. Não obstante isso, no julgamento que culminou em sua execução, ele foi acusado de pregar contra a peregrinação a Meca e de subverter a religião.

### Re-interpretação do Tawhid e do desejo de unificação com Deus
Alhalaje acreditava que somente Deus poderia pronunciar o Tawhid, ao passo que a oração do homem era para ser uma das kun, para render-se à sua vontade: "O amor significa estar ao lado do amado, renunciando a si mesmo completamente e transformar-se em conformidade com Ele." (Massignon, 74) Ele falou de Deus como seu "Amado", " Amigo" "Você", e sentiu que "seu único Eu era (Deus), a tal ponto que ele não conseguia sequer lembrar seu próprio nome." (Mason, 26)

## Morte

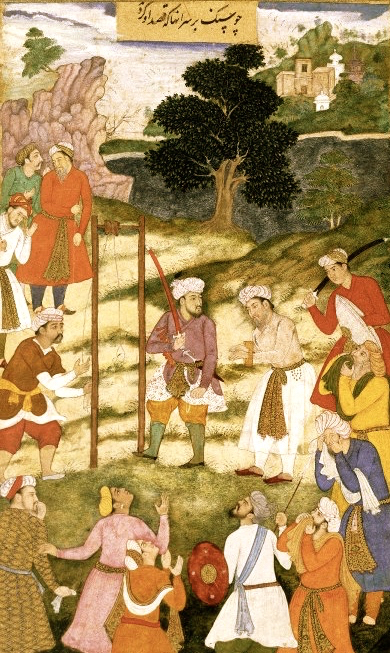
Execução de Almançor Alhalaje

Almançor expressava, em união com o Divino, que Deus estava dentro dele, e que ele e Deus tornaram uma e a mesma coisa. Segundo as tradições do Islã, na noite fatal, em que deveria ser tirado do calabouço para ser justiçado na aurora, pôs-se de pé, fez a oração ritual, prosternou-se duas vezes ao solo e, quando saiu da prisão, pela manhã, as multidões viram-no em pleno êxtase, dançando sob o peso de suas correntes [cadeias]. Almançor foi esquartejado em vários pedaços, porque no estado de êxtase, exclamava Ana Abrar-al Haq "Eu sou o Abrar da verdade." Ele foi executado em público, em Bagdá. Depois de ser decepado em várias partes, o seu corpo, em seguida, teve os seus restos mortais queimados. Ele ficava repetindo "Eu sou a Verdade", enquanto eles continuavam cortando seus braços, pernas, língua e finalmente a cabeça. Ele estava sorrindo, mesmo quando sua cabeça foi decepada do corpo. Alhalaje queria dar testemunho deste relacionamento com Deus para os outros, assim, pedia ele mesmo, a seus companheiros muçulmanos que o matassem (Massignon, 79) que aceitava sua execução, dizendo que "o mais importante no êxtase é reduzir-se à unidade." (Massignon, 87) Ele também se referiu ao martírio de Cristo, dizendo que ele também queria morrer "na suprema confissão da cruz" (Olivier Clément. Dio è carita, p. 41) Como Cristo, ele deu à sua execução um significado redentor, fazendo com que sua morte pudesse "unir seu amado Deus e Sua comunidade muçulmana contra si mesmo e, assim, deu o testemunho in extremis para o tawhid (unicidade) de ambos. " (Mason, 25).
Por seu desejo de união com Deus, muitos muçulmanos criticaram-no como um "criptocristão por distorcer a revelação monoteísta para a uma maneira cristã." (Mason, 25). Sua morte é descrita por Attar como um ato heroico, como quando eles ao levá-lo ao tribunal, um Sufi lhe pergunta: "O que é o amor?" Ele responde: "Você vai vê-lo hoje, amanhã e depois de amanhã." Eles o mataram naquele dia, queimaram-no no dia seguinte e jogaram suas cinzas ao vento no dia posterior. "Isso é amor", diz Attar. Suas pernas foram cortadas, ele sorriu e disse: "Eu costumava andar na terra, com essas pernas, agora existe apenas um passo para o céu, corte o que você puder." E quando suas mãos foram cortadas ele pintou o rosto com a próprio sangue e, quando perguntado o por quê, ele disse: "Eu perdi um monte de sangue, e eu sei que meu rosto tornara-se amarelo, eu não quero que me vejam pálido (como de medo)..."
Quando eles decidiram matá-lo, ele recebeu uma tortura particularmente atroz e cruel. Ele aceitou sua sentença, como uma forma adicional de testemunhar o seu amor por Deus aos outros. Sua morte é descrita por 'Attar como um ato heroico. Quando ele foi levado a julgamento, um Sufi perguntou: "O que é o amor?" E ele respondeu: "Você vai ver hoje, amanhã e no dia seguinte." Esse foi o dia pendurado em uma cruz, mãos e pés cortados e deixou-o lá a noite toda, queimado e decapitado no dia seguinte, e suas cinzas foram espalhadas pelo vento no dia seguinte. "
"Isso é amor", disse 'Attar.
Depois de sua morte, sua vida tornou-se uma lenda no mundo muçulmano. Muitos poetas de árabes, persas, turcos, indianos e malaios teceram elogios e comentários aos seus ensinamentos, sobre seu martírio, sobre sua união mística e sobre sua morte na forca, embriagado plenamente pelo amor divino. Para muitos muçulmanos, ele é considerado um santo.

## Visões contemporâneas
Os escritos de Almançor Alhalaje são importantes para os grupos sufis. Seu exemplo é visto por alguns como aquele que deve ser imitado, especialmente o seu comportamento calmo diante da tortura e seu perdão a seus algozes. Muitos o honraram como um adepto que veio a perceber a natureza divina inerente a todos os homens e mulheres. Enquanto muitos Sufis acreditam que Alhalaje foi um reflexo da verdade de Deus, os estudiosos das outras escolas islâmicas de pensamento continuam a vê-lo como um herege, um blasfemo, alguém que deturpara ([adulterara] ou [revelara inconvenientemente]) o ensinamento místico e oculto, um provocador.
Os partidários de Almançor interpretaram sua afirmação como significado: "Deus esaziou-me de tudo, mas a si mesmo." Segundo eles, Almançor nunca negou a Unicidade de Deus e foi um monoteísta estrito. No entanto, ele afirmava que as ações do homem, quando realizadas em total conformidade com a vontade de Deus, levam a uma unificação plena com ele. Sua vida foi estudada extensivamente pelo estudioso francês do Islã, Louis Massignon.